# Henning Hauger
Henning Hauger (* 17. Juli 1985 in Bærum) ist ein ehemaliger norwegischer Fußballspieler. Der Mittelfeldspieler, der 2008 norwegischer Meister wurde, debütierte 2006 in der norwegischen Nationalmannschaft. Sein Bruder Andreas Hauger war ebenfalls Fußballprofi.

## Karriere

### Vereinskarriere
Hauger spielte für Stabæk Fotball vom fünften Lebensjahr bis zu seinem fünfundzwanzigsten Lebensjahr.
Er rückte 2002 in den Profikader der Mannschaft auf, kam aber nicht in der Tippeligaen zum Einsatz. Sein Erstligadebüt feierte er als Einwechselspieler in der folgenden Spielzeit, es dauerte jedoch bis zur Spielzeit 2004, ehe er sich in die Startformation spielen konnte. Nach dem Abstieg des Klubs am Saisonende etablierte er sich in der zweiten Liga in der Stammformation des Klubs und konnte den direkten Wiederaufstieg feiern.
Auch in den folgenden Jahren blieb er Stabæk Fotball treu und wurde mit dem Klub 2008 norwegischer Landesmeister. Im Juli 2011 wechselte Hauger mit einer Vertragslaufzeit bis zum 30. Juni 2015 in die deutsche Bundesliga zu Hannover 96. Am 1. September 2012 gab Hannover 96 bekannt, dass Hauger bis zum 31. Dezember 2012 an Lillestrøm SK ausgeliehen wird.
Am 3. Januar 2013 gab Hannover 96 den Wechsel Haugers zum schwedischen Erstligisten IF Elfsborg bekannt. Nach mehreren weiteren Wechseln beendete er 2024 seine aktive Karriere.

### Nationalmannschaft
In der Mannschaft, die sich vor allem dank der Tore von Daniel Nannskog und Veigar Páll Gunnarsson im vorderen Bereich der Tabelle festsetzen konnte, empfahl sich Hauger für die Nationalmannschaft, in der er im Laufe des Jahres 2006 bei einer Länderspielreise nach Nordamerika gegen die US-amerikanische und die mexikanische Landesauswahl debütierte.

## Erfolge
Stabæk Fotball
- Norwegische Meisterschaft: 2008

IF Elfsborg
- Schwedischer Pokalsieger: 2013/14